# Escorpião-amarelo

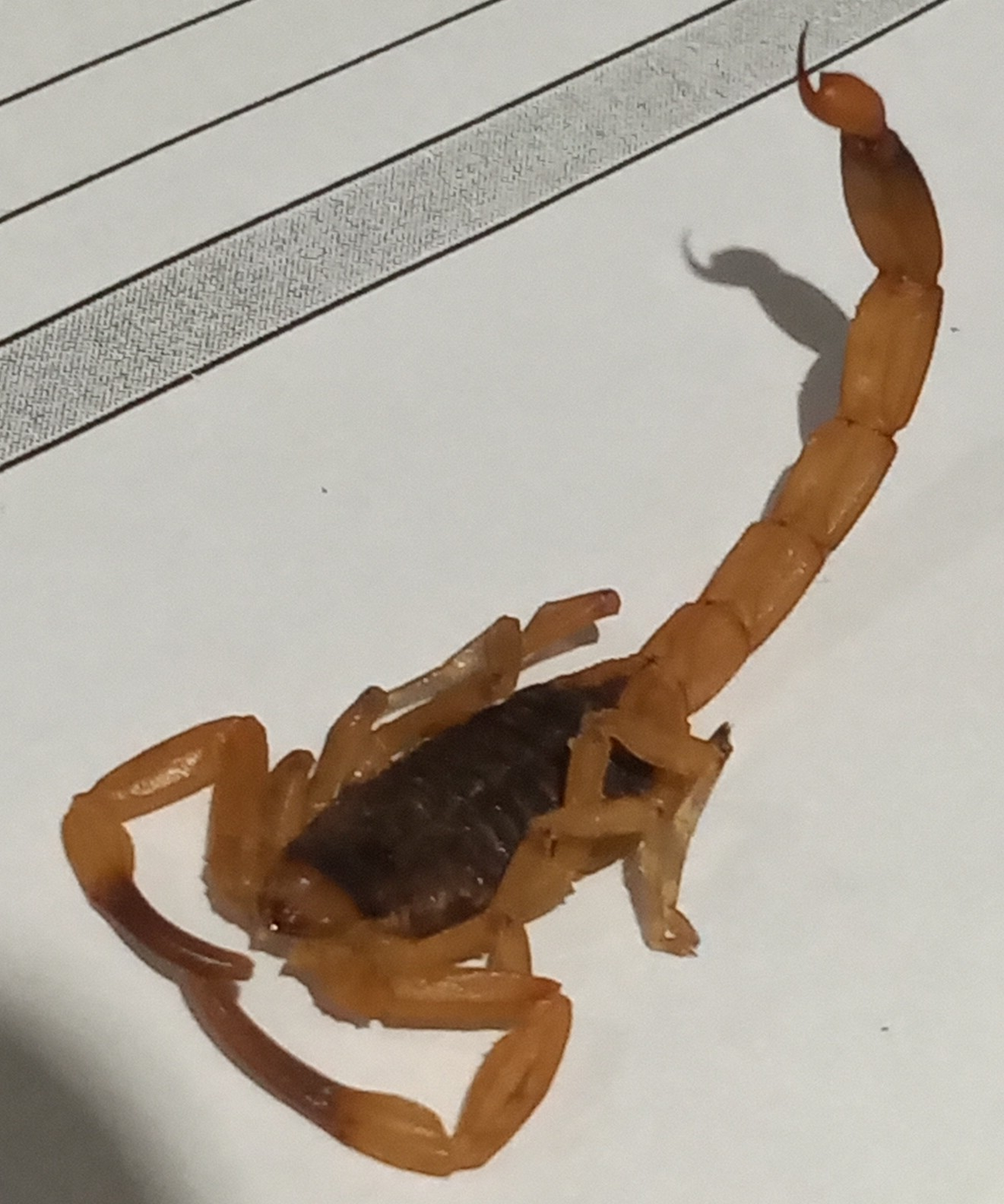
Tityus serrulatus

O Tityus serrulatus, conhecido popularmente como escorpião-amarelo, é um escorpião típico do Sudeste, Centro-Oeste e Nordeste do Brasil. É a principal espécie que causa acidentes graves, com registro de óbitos e considerada a mais venenosa da América do Sul.
Possui as pernas e a cauda amarelo-claro e o tronco escuro. A denominação da especie é devida à presença de uma serrilha nos 3° e 4° anéis da cauda. Mede até 7 cm de comprimento. Sua reprodução é partenogenética, na qual cada mãe tem aproximadamente dois partos com, em média, 20 filhotes cada, por ano, chegando a 160 filhotes durante a vida. Devido aos hábitos domiciliares e à periculosidade da picada é responsável pela maioria dos acidentes escorpiônicos verificados no Brasil em região urbana, devido ainda à grande expansão de distribuição nos últimos 25 anos.

## Reprodução
O período de gestação é variado mas, em geral, dura três meses para o gênero Tityus. Durante o parto, a fêmea eleva o corpo e faz um “cesto” com as pernas dianteiras, apoiando-se nas posteriores. Os filhotes recém-nascidos sobem no dorso da mãe através do cesto e ali permanecem por alguns dias quando, então, realizam a primeira troca de pele. Passados mais alguns dias, abandonam o dorso da mãe e passam a ter vida independente. O período entre o nascimento e a dispersão dos filhotes é de aproximadamente 14 dias. Os escorpiões trocam de pele periodicamente, em um processo denominado ecdise; a pele antiga é a exúvia. Passam por um número limitado de mudas até a maturidade sexual, quando então param de crescer.
A espécie T. serrulatus possui uma característica peculiar entre os escorpiões que é a partenogênese, ou seja, a capacidade de se reproduzir sem que haja fecundação, não havendo necessidade de um casal. Tal fato possibilita que um único espécime transportado para um novo local possa se reproduzir e desenvolver uma colônia. Este fenômeno facilita sua dispersão; por causa da adaptação a qualquer ambiente. Além disso, a introdução de T. serrulatus em um ambiente pode levar ao desaparecimento de outras espécies de escorpiões devido à competição.[carece de fontes?]
Por muito tempo julgou-se que a espécie era exclusivamente partenogênica, mas recentemente foi descoberta uma população com a divisão de gêneros e reprodução sexuada, no norte do estado de Minas Gerais e na Bahia.

## Distribuição
Antes restrita a Minas Gerais, devido à sua boa adaptação a ambientes urbanos e sua rápida e grande proliferação, a espécie hoje tem sua distribuição ampliada para Bahia, Ceará, Mato Grosso do Sul, Minas Gerais, Espírito Santo, Rio de Janeiro, São Paulo, Paraná, Paraíba, Alagoas, Pernambuco, Sergipe, Piauí, Rio Grande do Norte, Goiás, Distrito Federal e mais recentemente alguns registros foram relatados em Santa Catarina, Tocantins, Rio Grande do Sul e Mato Grosso.

## Peçonha
A peçonha de todos os escorpiões tem efeito neurotóxico, ou seja, age no sistema nervoso. A picada é extremamente dolorosa, provoca dor intensa no local afetado e se dispersa por todo o corpo, levando a vítima a um estado de hiperestesia, fazendo com que o doente fique extremamente sensível ao menor toque em todo o corpo. A ação neurotrópica da peçonha age sobre o bulbo (medula oblonga) região importantíssima do encéfalo que controla os movimentos respiratórios e cardíacos, além dos movimentos peristálticos, mas sua ação é específica sobre a região do bulbo controladora da respiração, o que faz com que a vítima morra por parada respiratória.[carece de fontes?]

## Contato com humanos
Contatos entre seres humanos e T. serrulatus são muito frequentes. O detalhe é que esse escorpião por natureza ataca ao homem ao se sentir ameaçado. Em casos de acidente recomenda-se não "sugar" o veneno do local acidentado, não fazer torniquete, incisões ou cutucar o local, para não agravar a situação. Deve-se procurar um médico, e sempre que possível levar o escorpião junto.[carece de fontes?]
Recomenda-se também que ao encontrar um escorpião não se tente pegá-lo com a mão - ele pode picar - mas sim chamar um técnico do Centro de Controle de Zoonoses e só em ultimo caso tentar capturá-lo, usando luvas de couro, calçados grossos e fechados, calça e camisa de manga comprida, algum objeto como uma pá de recolher lixo e uma vassoura.[carece de fontes?]